# Linea S40 (rete celere del Canton Ticino)
La linea S40 della rete celere del Canton Ticino collega le città italiane di Varese e Como passando per lo snodo svizzero di Mendrisio (dove i convogli effettuano inversione di marcia). Il servizio è operato da TiLo.

## Storia
Nel 2011 viene siglata un'intesa tra Regione Lombardia e Canton Ticino sui servizi ferroviari da svolgere sulla ferrovia Mendrisio-Varese, allora in fase di realizzazione; viene così stabilito di attivare sulla nuova ferrovia due linee: una tra Bellinzona e Malpensa Aeroporto (poi chiamata S50), e una da Varese a Como-Albate (poi chiamata S40), entrambe allora definite di categoria "Regio", inteso come servizio con sosta in tutte le fermate. Nell'accordo viene previsto di sviluppare in seguito la nascente S40 fino a Lecco, nell'ambito di un collegamento per l'intera Valtellina.
La linea viene attivata parzialmente nel dicembre 2014 sul tracciato Stabio - Albate via Mendrisio, per poi completarsi con l'arrivo a Varese nel gennaio 2018; congiuntamente a ciò viene pianificato di prolungare temporaneamente la S40 a Malpensa da giugno 2018, al posto della S50.
Il portare a Malpensa la S40 invece che la S50 era stato deciso unilateralmente nel giugno 2017 da Regione Lombardia, motivando con la necessità di evitare sovrapposizioni con gli orari ferroviari in vigore sulle relazioni da e per il Piemonte impieganti l'interscambio di Gallarate; ha causato proteste da parte delle autorità ticinesi, fino a che le parti hanno concordato di istituire, in tempi successivi, la relazione Bellinzona-Malpensa con la S50 come previsto.
Dal settembre 2018 i servizi TiLo - compreso la S40 - lasciano Albate-Camerlata, arretrando verso nord a Como S. Giovanni.
Dal giugno 2019 la S50 diviene operativa collegando Bellinzona a Malpensa Aeroporto ogni ora, e la S40 viene attestata a Varese, come da intesa.
Nel corso del 2020 l'intesa tra Canton Ticino e Regione Lombardia viene ripresa, e confermato l'interesse a sviluppare la S40 da Varese a Lecco, eventualmente attraverso l'elettrificazione della ferrovia Como-Lecco.
Dal 31 dicembre 2021 al 31 gennaio 2022 il servizio è stato soppresso temporaneamente a causa della pandemia di COVID-19.

## Orario di servizio
Per i primi quattro anni d'esercizio la linea fu operativa solo nei giorni feriali e unicamente nelle ore di maggior frequentazione. Con l'apertura della bretella tra Arcisate e Stabio il servizio è stato esteso a tutta la settimana, con cadenzamento orario per ambedue le direzioni. Da giugno 2018 a giugno 2019 un treno ogni due ore si attestava allo scalo di Malpensa Aeroporto Terminal 2, soppiantando tra Gallarate e l'aeroporto la linea S30: con la soppressione di tale collegamento (passato in capo alla S50) il servizio è stato nuovamente ridotto ai soli giorni feriali, ferma restando la cadenza oraria. I treni sono designati suburbani sia in territorio elvetico che in quello italiano.
Sono previste le coincidenze a Como San Giovanni con i treni regionali della linea per Lecco, a Mendrisio e a Varese con altre linee celeri, nonché coi treni regionali e suburbani da e per Milano e Treviglio.

## Materiale rotabile
Tutte le corse utilizzano elettrotreni RABe 524 a quattro casse della società TiLo, appartenenti alla famiglia FLIRT, operati da personale Trenord in territorio italiano e FFS in territorio elvetico.